# Hokekyō-ji

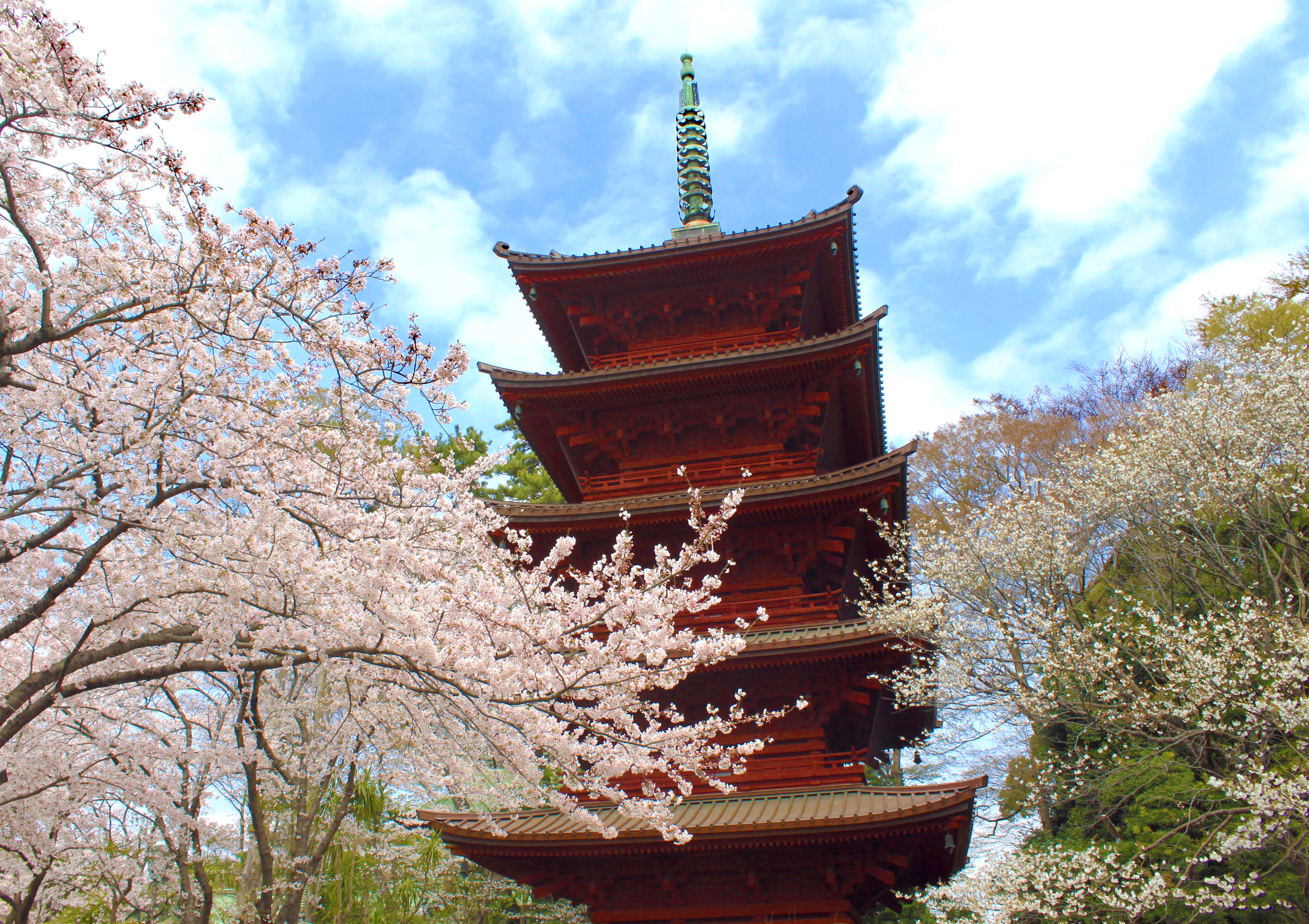

Hokekyō-ji (法華経寺) est un temple bouddhiste japonais de l'école Nichiren Shū fondé en 1260 à l'époque de Kamakura à Ichikawa, préfecture de Chiba au Japon. Il est issu de la fusion des temples Kakayama Hommyo-ji et Wakayama Hokke-ji.

## Généralités
À côté de bâtiments comme le shisoku-mon, le hokkedō, le soshidō et la pagode à quatre étages (tō) le temple conserve également plusieurs ouvrages de Nichiren, ce qui en fait l'un des biens culturels importants du Japon. Parmi ceux-ci, le Risshō Ankoku Ron (立正安国論,  « Sur la pacification du pays par l'établissement de la vraie (bonne) Loi », l'un des écrits les plus importants du Bouddhisme de Nichiren, est exposé au public avec d'autres documents le 3 novembre de chaque année.

## Restauration du Soshidō
Quand le Soshidō (祖師堂) est démonté pour réparations en 1987, des indices sur les tissus et les quarante-cinq tablettes de bois qui sont trouvés indiquent que la forme originale a été modifiée dans la reconstruction de 1741. Il semble entendu qu'à l'origine le bâtiment ressemblait au honden-haiden de Kibitsu-jinja et, après qu'une inscription a été fondée par le maître charpentier de 1678 qui venait de cette région, la salle a été remodelée sur cette base. Un toit à bardeaux en bois a été installé et que le vieux cuivre vendu pour être utilisé par des sculpteurs japonais,.

## Bâtiments
- Shisoku-mon (époque Sengoku) (bien culturel important)[6]
- Hokkedō (époque Sengoku) BCI)[7]
- Tō (pagode à quatre étages) (1622) (BCI)[8].
- Soshidō (1678) BCI)[9].